# Гурама
Гурама (азерб. gurama — связанный, соединенный) — оригинальная лоскутная техника, использовавшаяся в Азербайджане при создании единого полотна, состоящего из отдельных кусков материала .
В Азербайджане существовала древняя традиция, согласно которой на семейных торжествах дарились различные ткани для шитья. Куски материалов, остававшиеся после пошива, не выбрасывались, а бережно сберегались дома, пока их не становилось достаточно для создания ярких красочных ковриков и других различных изделий. 
Из поколения в поколение передавалась и совершенствовалась традиция лоскутной гурамы. Менялись узоры, орнаменты и цветовые гаммы. Простые и незамысловатые геометрические узоры постепенно сменялись всё более сложными сочетаниями цвета и форм. Как и в традиционной мозаике, в гураме чем больше количество деталей, тем насыщенней становились цвета и более изощрённей орнамент.
Изделия из гурамы служили самым разнообразным задачам и целям. Коллекция Этнографического Фонда в Государственном музее истории Азербайджана насчитывает более 100 экземпляров изделий из гурамы XIX — начала XX века.